# Coś zabija dzieciaki
Coś zabija dzieciaki (tytuł oryginału: Something Is Killing the Children) – amerykańska seria komiksowa autorstwa Jamesa Tyniona IV (scenariusz) i Werthera Dell'Edery (rysunki), publikowana w anglojęzycznym oryginale w formie miesięcznika od września 2019 przez wydawnictwo Boom! Studios. Polskie tłumaczenie ukazuje się od 2020 w formie tomów zbiorczych nakładem wydawnictwa Non Stop Comics.

## Fabuła
W sennym miasteczku Archer's Peak zaczynają znikać dzieci. Te, które się odnalazły, opowiadają, że przetrzymywały je potworne stworzenia. Nadzieją dla miasteczka staje się Erica Slaughter – zabójczyni potworów.

## Tomy
| Tom | Tytuł i rok wydania polskiego             | Tytuł i rok wydania oryginalnego                   | Zawartość                                       |
| --- | ----------------------------------------- | -------------------------------------------------- | ----------------------------------------------- |
| 1   | Coś zabija dzieciaki. Tom pierwszy (2020) | Something Is Killing the Children: Volume 1 (2019) | Something Is Killing the Children zeszyty 1–5   |
| 2   | Coś zabija dzieciaki. Tom drugi (2021)    | Something Is Killing the Children: Volume 2 (2020) | Something Is Killing the Children zeszyty 6–10  |
| 3   | Coś zabija dzieciaki. Tom trzeci (2021)   | Something Is Killing the Children: Volume 3 (2021) | Something Is Killing the Children zeszyty 11–15 |
| 4   | Coś zabija dzieciaki. Tom czwarty (2022)  | Something Is Killing the Children: Volume 4 (2022) | Something Is Killing the Children zeszyty 16–20 |
| 5   | Coś zabija dzieciaki. Tom piąty (2023)    | Something Is Killing the Children: Volume 5 (2022) | Something Is Killing the Children zeszyty 21–25 |
| 6   | Coś zabija dzieciaki. Tom szósty (2024)   | Something Is Killing the Children: Volume 6 (2023) | Something Is Killing the Children zeszyty 26–30 |
| 7   | Coś zabija dzieciaki. Tom siódmy (2024)   | Something Is Killing the Children: Volume 7 (2024) | Something Is Killing the Children zeszyty 31–35 |
| 8   | Coś zabija dzieciaki. Tom ósmy (2025)     | Something Is Killing the Children: Volume 8 (2024) | Something Is Killing the Children zeszyty 36–40 |

## Odbiór i wyróżnienia
Seria, pierwotnie zaplanowana jako zamknięta historia w pięciu zeszytach, zyskała wysokie oceny krytyków i czytelników jeszcze przed oficjalną publikacją i została przedłużona o kolejne odcinki. W 2020 jej autorzy zostali nominowani do Nagrody Eisnera w kategorii "najlepsza nowa seria", a w 2022 zdobyli tę nagrodę w kategorii "najlepsza trwająca seria".